# Adonisea odenwalli
Adonisea odenwalli là một loài bướm đêm trong họ Noctuidae.